# Liste der deutschen Regierungsmitglieder seit 1949
Die Liste der deutschen Regierungsmitglieder seit 1949 verzeichnet alle ehemaligen und amtierenden Mitglieder der Bundesregierung, also alle Bundeskanzler und Bundesminister.

## Liste
Nicht aufgeführt sind die Bundesminister, die mit der vorübergehenden Wahrnehmung der Geschäfte eines erkrankten oder entlassenen Bundesministers beauftragt waren.

### A
- Konrad Adenauer (1876–1967), CDU
  - 1949–1963 Bundeskanzler
  - 1951–1955 Auswärtiges
- Ilse Aigner (* 1964), CSU
  - 2008–2013 Ernährung, Landwirtschaft und Verbraucherschutz
- Reem Alabali Radovan (* 1990), SPD
  - seit 2025 Wirtschaftliche Zusammenarbeit und Entwicklung
- Peter Altmaier (* 1958), CDU
  - 2012–2013 Umwelt, Naturschutz und Reaktorsicherheit
  - 2013–2018 Besondere Aufgaben
  - 2018–2021 Wirtschaft und Energie
- Hans Apel (1932–2011), SPD
  - 1974–1978 Finanzen
  - 1978–1982 Verteidigung
- Walter Arendt (1925–2005), SPD
  - 1969–1976 Arbeit und Sozialordnung

### B
- Annalena Baerbock (* 1980), Bündnis 90/Die Grünen
  - 2021–2025 Auswärtiges
- Daniel Bahr (* 1976), FDP
  - 2011–2013 Gesundheit
- Egon Bahr (1922–2015), SPD
  - 1972–1974 Besondere Aufgaben
  - 1974–1976 Wirtschaftliche Zusammenarbeit
- Siegfried Balke (1902–1984), CSU
  - 1953–1956 Post- und Fernmeldewesen
  - 1956–1957 Atomfragen
  - 1957–1961 Atomkernenergie und Wasserwirtschaft
  - 1961–1962 Atomkernenergie
- Martin Bangemann (1934–2022), FDP
  - 1984–1988 Wirtschaft
- Dorothee Bär (* 1978), CSU
  - seit 2025 Forschung, Technologie und Raumfahrt
- Katarina Barley (* 1968), SPD
  - 2017–2018 Familie, Senioren, Frauen und Jugend
  - 2018–2019 Justiz und Verbraucherschutz
- Rainer Barzel (1924–2006), CDU
  - 1962–1963 Gesamtdeutsche Fragen
  - 1982–1983 Innerdeutsche Beziehungen
- Bärbel Bas (* 1968), SPD
  - seit 2025 Arbeit und Soziales
- Gerhart Baum (1932–2025), FDP
  - 1978–1982 Inneres
- Ernst Benda (1925–2009), CDU
  - 1968–1969 Inneres
- Christine Bergmann (* 1939), SPD
  - 1998–2002 Familie, Senioren, Frauen und Jugend
- Sabine Bergmann-Pohl (* 1946), CDU
  - 1990–1991 Besondere Aufgaben
- Theodor Blank (1905–1972), CDU
  - 1955–1956 Verteidigung
  - 1957–1965 Arbeit und Sozialordnung
- Franz Blücher (1896–1959), FDP, ab 1956 FVP
  - 1949–1957 Stellvertreter des Bundeskanzlers
  - 1949–1953 Angelegenheiten des Marshallplans
  - 1953–1957 Wirtschaftliche Zusammenarbeit
- Norbert Blüm (1935–2020), CDU
  - 1982–1998 Arbeit und Sozialordnung
- Kurt Bodewig (* 1955), SPD
  - 2000–2002 Verkehr, Bau und Wohnungswesen
- Friedrich Bohl (* 1945), CDU
  - 1991–1998 Besondere Aufgaben
- Jochen Borchert (* 1940), CDU
  - 1993–1998 Ernährung, Landwirtschaft und Forsten
- Wolfgang Bötsch (1938–2017), CSU
  - 1993–1997 Post und Telekommunikation
- Willy Brandt (1913–1992), SPD
  - 1966–1969 Stellvertreter des Bundeskanzlers
  - 1966–1969 Auswärtiges
  - 1969–1974 Bundeskanzler
- Aenne Brauksiepe (1912–1997), CDU
  - 1968–1969 Familie und Jugend
- Helge Braun (* 1972), CDU
  - 2018–2021 Besondere Aufgaben
- Heinrich von Brentano (1904–1964), CDU
  - 1955–1961 Auswärtiges
- Rainer Brüderle (* 1945), FDP
  - 2009–2011 Wirtschaft und Technologie
- Ewald Bucher (1914–1991), FDP
  - 1962–1965 Justiz
  - 1965–1966 Wohnungswesen und Städtebau
- Andreas von Bülow (* 1937), SPD
  - 1980–1982 Forschung und Technologie
- Edelgard Bulmahn (* 1951), SPD
  - 1998–2005 Bildung und Forschung
- Marco Buschmann (* 1977), FDP
  - 2021–2024 Justiz

### C
- Wolfgang Clement (1940–2020), SPD
  - 2002–2005 Wirtschaft und Arbeit

### D
- Herta Däubler-Gmelin (* 1943), SPD
  - 1998–2002 Justiz
- Rolf Dahlgrün (1908–1969), FDP
  - 1962–1966 Finanzen
- Thomas Dehler (1897–1967), FDP
  - 1949–1953 Justiz
- Alexander Dobrindt (* 1970), CSU
  - 2013–2017 Verkehr und digitale Infrastruktur
  - seit 2025 Inneres
- Klaus von Dohnanyi (* 1928), SPD
  - 1972–1974 Bildung und Wissenschaft
- Werner Dollinger (1918–2008), CSU
  - 1962–1966 Bundesschatz
  - 1966 Wirtschaftliche Zusammenarbeit
  - 1966–1969 Post- und Fernmeldewesen
  - 1982–1987 Verkehr

### E
- Horst Ehmke (1927–2017), SPD
  - 1969 Justiz
  - 1969–1972 Besondere Aufgaben
  - 1972–1974 Forschung und Technologie und Post- und Fernmeldewesen
- Herbert Ehrenberg (1926–2018), SPD
  - 1976–1982 Arbeit und Sozialordnung
- Hans Eichel (* 1941), SPD
  - 1999–2005 Finanzen
- Hans A. Engelhard (1934–2008), FDP
  - 1982–1991 Justiz
- Björn Engholm (* 1939), SPD
  - 1981–1982 Bildung und Wissenschaft
  - 1982 Ernährung, Landwirtschaft und Forsten
- Erhard Eppler (1926–2019), SPD
  - 1968–1974 Wirtschaftliche Zusammenarbeit
- Ludwig Erhard (1897–1977), CDU
  - 1949–1963 Wirtschaft
  - 1957–1963 Stellvertreter des Bundeskanzlers
  - 1963–1966 Bundeskanzler
- Josef Ertl (1925–2000), FDP
  - 1969–1982, 1982–1983 Ernährung, Landwirtschaft und Forsten
- Franz Etzel (1902–1970), CDU
  - 1957–1961 Finanzen

### F
- Nancy Faeser (* 1970), SPD
  - 2021–2025 Inneres und Heimat
- Andrea Fischer (* 1960), Bündnis 90/Die Grünen
  - 1998–2001 Gesundheit
- Joschka Fischer (* 1948), Bündnis 90/Die Grünen
  - 1998–2005 Stellvertreter des Bundeskanzlers
  - 1998–2005 Auswärtiges
- Katharina Focke (1922–2016), SPD
  - 1972–1976 Jugend, Familie und Gesundheit
- Egon Franke (1913–1995), SPD
  - 1969–1982 Innerdeutsche Beziehungen
  - 1982 Stellvertreter des Bundeskanzlers
- Thorsten Frei (* 1973), CDU
  - seit 2025 Besondere Aufgaben
- Hans Friderichs (* 1931), FDP
  - 1972–1977 Wirtschaft
- Hans-Peter Friedrich (* 1957), CSU
  - 2011–2013 Inneres
  - 2013–2014 Ernährung und Landwirtschaft
- Anke Fuchs (1937–2019), SPD
  - 1982 Jugend, Familie und Gesundheit
- Karl-Heinz Funke (* 1946), SPD
  - 1998–2001 Ernährung, Landwirtschaft und Forsten

### G
- Sigmar Gabriel (* 1959), SPD
  - 2005–2009 Umwelt, Naturschutz und Reaktorsicherheit
  - 2013–2017 Wirtschaft und Energie
  - 2013–2018 Stellvertreter der Bundeskanzlerin
  - 2017–2018 Auswärtiges
- Heiner Geißler (1930–2017), CDU
  - 1982–1985 Jugend, Familie und Gesundheit
- Hans-Dietrich Genscher (1927–2016), FDP
  - 1969–1974 Inneres
  - 1974–1982, 1982–1992 Stellvertreter des Bundeskanzlers
  - 1974–1982, 1982–1992 Auswärtiges
- Klara Geywitz (* 1976), SPD
  - 2021–2025 Wohnen, Stadtentwicklung und Bauwesen
- Franziska Giffey (* 1978), SPD
  - 2018–2021 Familie, Senioren, Frauen und Jugend
- Michael Glos (* 1944), CSU
  - 2005–2009 Wirtschaft und Technologie
- Johann Baptist Gradl (1904–1988), CDU
  - 1965–1966 Vertriebene, Flüchtlinge und Kriegsgeschädigte
  - 1966 Gesamtdeutsche Fragen
- Hermann Gröhe (* 1961), CDU
  - 2013–2018 Gesundheit
- Kurt Gscheidle (1924–2003), SPD
  - 1974–1980 Verkehr und Post- und Fernmeldewesen
  - 1980–1982 Post- und Fernmeldewesen
- Karl Theodor von und zu Guttenberg (* 1971), CSU
  - 2009 Wirtschaft und Technologie
  - 2009–2011 Verteidigung

### H
- Dieter Haack (* 1934), SPD
  - 1978–1982 Bau- und Wohnungswesen
- Robert Habeck (* 1969), Bündnis 90/Die Grünen
  - 2021–2025 Stellvertreter des Bundeskanzlers
  - 2021–2025 Wirtschaft und Klimaschutz
- Kai-Uwe von Hassel (1913–1997), CDU
  - 1963–1966 Verteidigung
  - 1966–1969 Vertriebene, Flüchtlinge und Kriegsgeschädigte
- Gerda Hasselfeldt (* 1950), CSU
  - 1989–1991 Raumordnung, Bauwesen und Städtebau
  - 1991–1992 Gesundheit
- Volker Hauff (* 1940), SPD
  - 1978–1980 Forschung und Technologie
  - 1980–1982 Verkehr
- Helmut Haussmann (* 1943), FDP
  - 1988–1991 Wirtschaft
- Bruno Heck (1917–1989), CDU
  - 1962–1963 Familien- und Jugendfragen
  - 1963–1968 Familie und Jugend
  - 1966 Wohnungswesen und Städtebau
- Hubertus Heil (* 1972), SPD
  - 2018–2025 Arbeit und Soziales
- Gustav Heinemann (1899–1976), CDU, ab 1956: SPD
  - 1949–1950 Inneres
  - 1966–1969 Justiz
- Heinrich Hellwege (1908–1991), DP
  - 1949–1955 Angelegenheiten des Bundesrates
- Barbara Hendricks (* 1952), SPD
  - 2013–2018 Umwelt, Naturschutz, Bau und Reaktorsicherheit
- Hermann Höcherl (1912–1989), CSU
  - 1961–1965 Inneres
  - 1965–1969 Ernährung, Landwirtschaft und Forsten
- Bodo Hombach (* 1952), SPD
  - 1998–1999 Besondere Aufgaben
- Antje Huber (1924–2015), SPD
  - 1976–1982 Jugend, Familie und Gesundheit
- Verena Hubertz (* 1987), SPD
  - seit 2025 Wohnen, Stadtentwicklung und Bauwesen
- Stefanie Hubig (* 1968), SPD
  - seit 2025 Justiz und Verbraucherschutz

### J
- Richard Jaeger (1913–1998), CSU
  - 1965–1966 Justiz
- Gerhard Jahn (1927–1998), SPD
  - 1969–1974 Justiz
- Franz Josef Jung (* 1949), CDU
  - 2005–2009 Verteidigung
  - 2009 Arbeit und Soziales

### K
- Jakob Kaiser (1888–1961), CDU
  - 1949–1957 Gesamtdeutsche Fragen
- Manfred Kanther (* 1939), CDU
  - 1993–1998 Inneres
- Anja Karliczek (* 1971), CDU
  - 2018–2021 Bildung und Forschung
- Hans Katzer (1919–1996), CDU
  - 1965–1969 Arbeit und Sozialordnung
- Ignaz Kiechle (1930–2003), CSU
  - 1983–1993 Ernährung, Landwirtschaft und Forsten
- Kurt Georg Kiesinger (1904–1988), CDU
  - 1966–1969 Bundeskanzler
- Klaus Kinkel (1936–2019), zunächst parteilos, ab 1991: FDP
  - 1991–1992 Justiz
  - 1992–1998 Auswärtiges
  - 1993–1998 Stellvertreter des Bundeskanzlers
- Hans Klein (1931–1996), CSU
  - 1987–1989 Wirtschaftliche Zusammenarbeit
  - 1989–1990 Besondere Aufgaben
- Reinhard Klimmt (* 1942), SPD
  - 1999–2000 Verkehr, Bau- und Wohnungswesen
- Lars Klingbeil (* 1978), SPD
  - seit 2025 Stellvertreter des Bundeskanzlers
  - seit 2025 Finanzen
- Helmut Kohl (1930–2017), CDU
  - 1982–1998 Bundeskanzler
- Kristina Köhler (* 1977), CDU (ab 12. Februar 2010 Kristina Schröder)
  - 2009–2013 Familie, Senioren, Frauen und Jugend
- Julia Klöckner (* 1972), CDU
  - 2018–2021 Ernährung und Landwirtschaft
- Waldemar Kraft (1898–1977), GB/BHE, ab 1955: CDU
  - 1953–1956 Besondere Aufgaben
- Annegret Kramp-Karrenbauer (* 1962), CDU
  - 2019–2021 Verteidigung
- Günther Krause (* 1953), CDU
  - 1990–1991 Besondere Aufgaben
  - 1991–1993 Verkehr
- Heinrich Krone (1895–1989), CDU
  - 1961–1964 Besondere Aufgaben
  - 1964–1965 „Der Vorsitzende des Bundesverteidigungsrates“
  - 1965–1966 Angelegenheiten des Bundesverteidigungsrates
- Hans Krüger (1902–1971), CDU
  - 1963–1964 Vertriebene, Flüchtlinge und Kriegsgeschädigte
- Paul Krüger (* 1950), CDU
  - 1993–1994 Forschung und Technologie
- Jörg Kukies (* 1968), SPD
  - 2024–2025 Finanzen
- Renate Künast (* 1955), Bündnis 90/Die Grünen
  - 2001–2005 Verbraucherschutz, Ernährung und Landwirtschaft

### L
- Karl-Hans Laermann (1929–2024), FDP
  - 1994 Bildung und Wissenschaft
- Oskar Lafontaine (* 1943), SPD
  - 1998–1999 Finanzen
- Manfred Lahnstein (* 1937), SPD
  - 1982 Finanzen
  - 1982 Wirtschaft
- Christine Lambrecht (* 1965), SPD
  - 2019–2021 Justiz und Verbraucherschutz
  - 2021 Familie, Senioren, Frauen und Jugend
  - 2021–2023 Verteidigung
- Otto Graf Lambsdorff (1926–2009), FDP
  - 1977–1982, 1982–1984 Wirtschaft
- Lauritz Lauritzen (1910–1980), SPD
  - 1966–1969 Wohnungswesen und Städtebau
  - 1969–1972 Städtebau und Wohnungswesen
  - 1972 Verkehr und Post- und Fernmeldewesen
  - 1972–1974 Verkehr
- Karl Lauterbach (* 1963), SPD
  - 2021–2025 Gesundheit
- Georg Leber (1920–2012), SPD
  - 1966–1969 Verkehr
  - 1969–1972 Verkehr und Post- und Fernmeldewesen
  - 1972–1978 Verteidigung
- Robert Lehr (1883–1956), CDU
  - 1950–1953 Inneres
- Ursula Lehr (1930–2022), CDU
  - 1988–1991 Jugend, Familie, Frauen und Gesundheit
- Steffi Lemke (* 1968)
  - 2021–2025 Umwelt, Naturschutz, nukleare Sicherheit und Verbraucherschutz
- Ernst Lemmer (1898–1970), CDU
  - 1956–1957 Post- und Fernmeldewesen
  - 1957–1962 Gesamtdeutsche Fragen
  - 1964–1965 Vertriebene, Flüchtlinge und Kriegsgeschädigte
- Hans Lenz (1907–1968), FDP
  - 1961–1962 Bundesschatz
  - 1962–1965 Wissenschaftliche Forschung
- Hans Leussink (1912–2008), parteilos
  - 1969–1972 Bildung und Wissenschaft
- Sabine Leutheusser-Schnarrenberger (* 1951), FDP
  - 1992–1996 Justiz
  - 2009–2013 Justiz
- Ursula von der Leyen (* 1958), CDU
  - 2005–2009 Familie, Senioren, Frauen und Jugend
  - 2009–2013 Arbeit und Soziales
  - 2013–2019 Verteidigung
- Christian Lindner (* 1979), FDP
  - 2021–2024 Finanzen
- Hermann Lindrath (1896–1960), CDU
  - 1957–1960 Wirtschaftlicher Besitz des Bundes
- Heinrich Lübke (1894–1972), CDU
  - 1953–1959 Ernährung, Landwirtschaft und Forsten
- Paul Lücke (1914–1976), CDU
  - 1957–1961 Wohnungsbau
  - 1961–1965 Wohnungswesen, Städtebau und Raumordnung
  - 1965–1968 Inneres
- Hans Lukaschek (1885–1960), CDU
  - 1949–1950 Angelegenheiten der Vertriebenen
  - 1950–1953 Vertriebene

### M
- Heiko Maas (* 1966), SPD
  - 2013–2018 Justiz und Verbraucherschutz
  - 2018–2021 Auswärtiges
- Werner Maihofer (1918–2009), FDP
  - 1972–1974 Besondere Aufgaben
  - 1974–1978 Inneres
- Lothar de Maizière (* 1940), CDU
  - 1990 Besondere Aufgaben
- Thomas de Maizière (* 1954), CDU
  - 2005–2009 Besondere Aufgaben
  - 2009–2011 Inneres
  - 2011–2013 Verteidigung
  - 2013–2018 Inneres
- Hans Matthöfer (1925–2009), SPD
  - 1974–1978 Forschung und Technologie
  - 1978–1982 Finanzen
  - 1982 Post- und Fernmeldewesen
- Erich Mende (1916–1998), FDP
  - 1963–1966 Stellvertreter des Bundeskanzlers
  - 1963–1966 Gesamtdeutsche Fragen
- Hans-Joachim von Merkatz (1905–1982), DP
  - 1955–1962 Angelegenheiten des Bundesrates
  - 1956–1957 Justiz
  - 1960–1961 Vertriebene, Flüchtlinge und Kriegsgeschädigte
- Angela Merkel (* 1954), CDU
  - 1991–1994 Frauen und Jugend
  - 1994–1998 Umwelt, Naturschutz und Reaktorsicherheit
  - 2005–2021 Bundeskanzlerin
- Friedrich Merz (* 1955), CDU
  - seit 2025 Bundeskanzler
- Wolfgang Mischnick (1921–2002), FDP
  - 1961–1963 Vertriebene, Flüchtlinge und Kriegsgeschädigte
- Jürgen Möllemann (1945–2003), FDP
  - 1987–1991 Bildung und Wissenschaft
  - 1991–1993 Wirtschaft
  - 1992–1993 Stellvertreter des Bundeskanzlers
- Alex Möller (1903–1985), SPD
  - 1969–1971 Finanzen
- Gerd Müller (* 1955), CSU
  - 2013–2021 Wirtschaftliche Zusammenarbeit und Entwicklung
- Werner Müller (1946–2019), parteilos
  - 1998–2002 Wirtschaft
- Franz Müntefering (* 1940), SPD
  - 1998–1999 Verkehr, Bau- und Wohnungswesen
  - 2005–2007 Stellvertreter der Bundeskanzlerin
  - 2005–2007 Arbeit und Soziales

### N
- Andrea Nahles (* 1970), SPD
  - 2013–2017 Arbeit und Soziales
- Fritz Neumayer (1884–1973), FDP, ab 1956: FVP
  - 1952–1953 Wohnungsbau
  - 1953–1956 Justiz
- Dirk Niebel (* 1963), FDP
  - 2009–2013 Wirtschaftliche Zusammenarbeit und Entwicklung
- Alois Niederalt (1911–2004), CSU
  - 1962–1966 Angelegenheiten des Bundesrates und der Länder
- Wilhelm Niklas (1887–1957), CSU
  - 1949–1953 Ernährung, Landwirtschaft und Forsten
- Claudia Nolte (* 1966), CDU
  - 1994–1998 Familie, Senioren, Frauen und Jugend

### O
- Theodor Oberländer (1905–1998), GB/BHE, ab 1955: CDU
  - 1953–1954 Vertriebene
  - 1954–1960 Vertriebene, Flüchtlinge und Kriegsgeschädigte
- Rainer Offergeld (* 1937), SPD
  - 1978–1982 Wirtschaftliche Zusammenarbeit
- Rainer Ortleb (* 1944), FDP
  - 1990–1991 Besondere Aufgaben
  - 1991–1994 Bildung und Wissenschaft
- Eduard Oswald (* 1947), CSU
  - 1998 Raumordnung, Bauwesen und Städtebau
- Cem Özdemir (* 1965), Bündnis 90/Die Grünen
  - 2021–2025 Ernährung und Landwirtschaft
  - 2024–2025 Bildung und Forschung

### P
- Lisa Paus (* 1968), Bündnis 90/Die Grünen
  - 2022–2025 Familie, Senioren, Frauen und Jugend
- Boris Pistorius (* 1960), SPD
  - seit 2023 Verteidigung
- Ronald Pofalla (* 1959), CDU
  - 2009–2013 Besondere Aufgaben
- Victor-Emanuel Preusker (1913–1991), FDP, ab 1956: FVP
  - 1953–1957 Wohnungsbau
- Karin Prien (* 1965), CDU
  - seit 2025 Bildung, Familie, Senioren, Frauen und Jugend

### R
- Alois Rainer (* 1965), CSU
  - seit 2025 Ernährung, Landwirtschaft und Heimat
- Peter Ramsauer (* 1954), CSU
  - 2009–2013 Verkehr, Bau und Stadtentwicklung
- Karl Ravens (1927–2017), SPD
  - 1974–1978 Raumordnung, Bauwesen und Städtebau
- Katherina Reiche (* 1973), CDU
  - seit 2025 Wirtschaft und Energie
- Günter Rexrodt (1941–2004), FDP
  - 1993–1998 Wirtschaft
- Heinz Riesenhuber (* 1935), CDU
  - 1982–1993 Forschung und Technologie
- Walter Riester (* 1943), SPD
  - 1998–2002 Arbeit und Sozialordnung
- Hannelore Rönsch (* 1942), CDU
  - 1991–1994 Familie und Senioren
- Philipp Rösler (* 1973), FDP
  - 2009–2011 Gesundheit
  - 2011–2013 Wirtschaft und Technologie
  - 2011–2013 Stellvertreter der Bundeskanzlerin
- Norbert Röttgen (* 1965), CDU
  - 2009–2012 Umwelt, Naturschutz und Reaktorsicherheit
- Helmut Rohde (1925–2016), SPD
  - 1974–1978 Bildung und Wissenschaft
- Volker Rühe (* 1942), CDU
  - 1992–1998 Verteidigung
- Jürgen Rüttgers (* 1951), CDU
  - 1994–1998 Bildung, Wissenschaft, Forschung und Technologie

### S
- Hermann Schäfer (1892–1966), FDP, ab 1956: FVP
  - 1953–1956 Besondere Aufgaben
- Fritz Schäffer (1888–1967), CSU
  - 1949–1957 Finanzen
  - 1957–1961 Justiz
- Wolfgang Schäuble (1942–2023), CDU
  - 1984–1989 Besondere Aufgaben
  - 1989–1991 Inneres
  - 2005–2009 Inneres
  - 2009–2017 Finanzen
- Rudolf Scharping (* 1947), SPD
  - 1998–2002 Verteidigung
- Annette Schavan (* 1955), CDU
  - 2005–2013 Bildung und Forschung
- Walter Scheel (1919–2016), FDP
  - 1961–1966 Wirtschaftliche Zusammenarbeit
  - 1969–1974 Stellvertreter des Bundeskanzlers
  - 1969–1974 Auswärtiges
- Andreas Scheuer (* 1974), CSU
  - 2018–2021 Verkehr und digitale Infrastruktur
- Karl Schiller (1911–1994), SPD
  - 1966–1971 Wirtschaft
  - 1971–1972 Wirtschaft und Finanzen
- Otto Schily (* 1932), SPD
  - 1998–2005 Inneres
- Marie Schlei (1919–1983), SPD
  - 1976–1978 Wirtschaftliche Zusammenarbeit
- Carlo Schmid (1896–1979), SPD
  - 1966–1969 Angelegenheiten des Bundesrates und der Länder
- Christian Schmidt (* 1957), CSU
  - 2014–2018 Ernährung und Landwirtschaft
- Helmut Schmidt (1918–2015), SPD
  - 1969–1972 Verteidigung
  - 1972 Wirtschaft und Finanzen
  - 1972–1974 Finanzen
  - 1974–1982 Bundeskanzler
  - 1982 Auswärtiges
- Renate Schmidt (* 1943), SPD
  - 2002–2005 Familie, Senioren, Frauen und Jugend
- Ulla Schmidt (* 1949), SPD
  - 2001–2002, 2005–2009 Gesundheit
  - 2002–2005 Gesundheit und Soziale Sicherung
- Wolfgang Schmidt (* 1970), SPD
  - 2021–2025 Besondere Aufgaben
- Edzard Schmidt-Jortzig (* 1941), FDP
  - 1996–1998 Justiz
- Jürgen Schmude (1936–2025), SPD
  - 1978–1981 Bildung und Wissenschaft
  - 1981–1982 Justiz
  - 1982 Inneres
- Kurt Schmücker (1919–1996), CDU
  - 1963–1966 Wirtschaft
  - 1966 Finanzen
  - 1966–1969 Bundesschatz
- Carsten Schneider (* 1976), SPD
  - seit 2025 Umwelt, Klimaschutz, Naturschutz und nukleare Sicherheit
- Oscar Schneider (1927–2024), CSU
  - 1982–1989 Raumordnung, Bauwesen und Städtebau
- Patrick Schnieder (* 1968), CDU
  - seit 2025 Verkehr
- Olaf Scholz (* 1958), SPD
  - 2007–2009 Arbeit und Soziales
  - 2018–2021 Stellvertreter der Bundeskanzlerin
  - 2018–2021 Finanzen
  - 2021–2025 Bundeskanzler
- Rupert Scholz (* 1937), CDU
  - 1988–1989 Verteidigung
- Gerhard Schröder (1910–1989), CDU
  - 1953–1961 Inneres
  - 1961–1966 Auswärtiges
  - 1966–1969 Verteidigung
- Gerhard Schröder (* 1944), SPD
  - 1998–2005 Bundeskanzler
- Kristina Schröder (* 1977), CDU (bis 12. Februar 2010 Kristina Köhler)
  - 2009–2013 Familie, Senioren, Frauen und Jugend
- Hans Schuberth (1897–1976), CSU
  - 1949–1950 Angelegenheiten des Fernmeldewesens
  - 1949–1953 Post- und Fernmeldewesen
- Svenja Schulze (* 1968), SPD
  - 2018–2021 Umwelt, Naturschutz und nukleare Sicherheit
  - 2021–2025 Wirtschaftliche Zusammenarbeit und Entwicklung
- Irmgard Schwaetzer (* 1942), FDP
  - 1991–1994 Raumordnung, Bauwesen und Städtebau
- Werner Schwarz (1900–1982), CDU
  - 1959–1965 Ernährung, Landwirtschaft und Forsten
- Elisabeth Schwarzhaupt (1901–1986), CDU
  - 1961–1966 Gesundheit
- Christian Schwarz-Schilling (* 1930), CDU
  - 1982–1989 Post- und Fernmeldewesen
  - 1989–1992 Post und Telekommunikation
- Manuela Schwesig (* 1974), SPD
  - 2013–2017 Familie, Senioren, Frauen und Jugend
- Hans-Christoph Seebohm (1903–1967), DP, ab 1960: CDU
  - 1949–1966 Verkehr
  - 1966 Stellvertreter des Bundeskanzlers
- Horst Seehofer (* 1949), CSU
  - 1992–1998 Gesundheit
  - 2005–2008 Ernährung, Landwirtschaft und Verbraucherschutz
  - 2018–2021 Inneres, Bau und Heimat
- Rudolf Seiters (* 1937), CDU
  - 1989–1991 Besondere Aufgaben
  - 1991–1993 Inneres
- Jens Spahn (* 1980), CDU
  - 2018–2021 Gesundheit
- Anne Spiegel (* 1980), Bündnis 90/Die Grünen
  - 2021–2022 Familie, Senioren, Frauen und Jugend
- Carl-Dieter Spranger (* 1939), CSU
  - 1991–1993 Wirtschaftliche Zusammenarbeit
  - 1993–1998 Wirtschaftliche Zusammenarbeit und Entwicklung
- Wolfgang Stammberger (1920–1982), FDP
  - 1961–1962 Justiz
- Heinz Starke (1911–2001), FDP
  - 1961–1962 Finanzen
- Bettina Stark-Watzinger (* 1968), FDP
  - 2021–2024 Bildung und Forschung
- Peer Steinbrück (* 1947), SPD
  - 2005–2009 Finanzen
- Frank-Walter Steinmeier (* 1956), SPD
  - 2005–2009 Auswärtiges
  - 2007–2009 Stellvertreter der Bundeskanzlerin
  - 2013–2017 Auswärtiges
- Manfred Stolpe (1936–2019), SPD
  - 2002–2005 Verkehr, Bau- und Wohnungswesen
- Gerhard Stoltenberg (1928–2001), CDU
  - 1965–1969 Wissenschaftliche Forschung
  - 1982–1989 Finanzen
  - 1989–1992 Verteidigung
- Anton Storch (1892–1975), CDU
  - 1949–1957 Arbeit
- Franz Josef Strauß (1915–1988), CSU
  - 1953–1955 Besondere Aufgaben
  - 1955–1956 Atomfragen
  - 1956–1963 Verteidigung
  - 1966–1969 Finanzen
- Käte Strobel (1907–1996), SPD
  - 1966–1969 Gesundheit
  - 1969–1972 Jugend, Familie und Gesundheit
- Peter Struck (1943–2012), SPD
  - 2002–2005 Verteidigung
- Richard Stücklen (1916–2002), CSU
  - 1957–1966 Post- und Fernmeldewesen
- Rita Süssmuth (* 1937), CDU
  - 1985–1986 Jugend, Familie und Gesundheit
  - 1986–1988 Jugend, Familie, Frauen und Gesundheit

### T
- Wolfgang Tiefensee (* 1955), SPD
  - 2005–2009 Verkehr, Bau und Stadtentwicklung
- Robert Tillmanns (1896–1955), CDU
  - 1953–1955 Besondere Aufgaben
- Klaus Töpfer (1938–2024), CDU
  - 1987–1994 Umwelt, Naturschutz und Reaktorsicherheit
  - 1994–1998 Raumordnung, Bauwesen und Städtebau
- Jürgen Trittin (* 1954), Bündnis 90/Die Grünen
  - 1998–2005 Umwelt, Naturschutz und Reaktorsicherheit

### V
- Hans-Jochen Vogel (1926–2020), SPD
  - 1972–1974 Raumordnung, Bauwesen und Städtebau
  - 1974–1981 Justiz

### W
- Johann Wadephul (* 1963), CDU
  - seit 2025 Auswärtiges
- Theo Waigel (* 1939), CSU
  - 1989–1998 Finanzen
- Walter Wallmann (1932–2013), CDU
  - 1986–1987 Umwelt, Naturschutz und Reaktorsicherheit
- Hansjoachim Walther (1939–2005), DSU
  - 1990–1991 Besondere Aufgaben
- Johanna Wanka (* 1951), CDU
  - 2013–2018 Bildung und Forschung
- Nina Warken (* 1979), CDU
  - seit 2025 Gesundheit
- Jürgen Warnke (1932–2013), CSU
  - 1982–1987 Wirtschaftliche Zusammenarbeit
  - 1987–1989 Verkehr
  - 1989–1991 Wirtschaftliche Zusammenarbeit
- Karl Weber (1898–1985), CDU
  - 1965 Justiz
- Herbert Wehner (1906–1990), SPD
  - 1966–1969 Gesamtdeutsche Fragen
- Guido Westerwelle (1961–2016), FDP
  - 2009–2013 Auswärtiges
  - 2009–2011 Stellvertreter der Bundeskanzlerin
- Heinz Westphal (1924–1998), SPD
  - 1982 Arbeit und Sozialordnung
- Ludger Westrick (1894–1990), CDU
  - 1964–1966 Besondere Aufgaben
- Heidemarie Wieczorek-Zeul (* 1942), SPD
  - 1998–2009 Wirtschaftliche Zusammenarbeit und Entwicklung
- Karsten Wildberger (* 1969), zunächst parteilos, CDU
  - seit 2025 Digitalisierung und Staatsmodernisierung
- Eberhard Wildermuth (1890–1952), FDP
  - 1949–1952 Wohnungsbau
- Hans Wilhelmi (1899–1970), CDU
  - 1960–1961 Wirtschaftlicher Besitz des Bundes
- Dorothee Wilms (* 1929), CDU
  - 1982–1987 Bildung und Wissenschaft
  - 1987–1991 Innerdeutsche Beziehungen
- Heinrich Windelen (1921–2015), CDU
  - 1969 Vertriebene, Flüchtlinge und Kriegsgeschädigte
  - 1983–1987 Innerdeutsche Beziehungen
- Hans-Jürgen Wischnewski (1922–2005), SPD
  - 1966–1968 Wirtschaftliche Zusammenarbeit
- Volker Wissing (* 1970), zunächst FDP, ab 2024: parteilos
  - 2021–2025 Digitales und Verkehr
  - 2024–2025 Justiz
- Matthias Wissmann (* 1949), CDU
  - 1993 Forschung und Technologie
  - 1993–1998 Verkehr
- Manfred Wörner (1934–1994), CDU
  - 1982–1988 Verteidigung
- Franz-Josef Wuermeling (1900–1986), CDU
  - 1953–1957 Familienfragen
  - 1957–1962 Familien- und Jugendfragen

### Z
- Friedrich Zimmermann (1925–2012), CSU
  - 1982–1989 Inneres
  - 1989–1991 Verkehr
- Brigitte Zypries (* 1953), SPD
  - 2002–2009 Justiz
  - 2017–2018 Wirtschaft und Energie